# Ferhat-paša-moskén
Ferhat-paša-moskén (bosniska: Ferhat-pašina džamija; turkiska: Ferhad Paşa Camii), också kallad Ferhadijamoskén, är en central byggnad i Banja Luka och är en av de mest enastående byggnaderna som uppfördes i Bosnien och Hercegovina under 1600-talet av Ottomanska riket. Moskén förstördes 1993 under Bosnienkriget, men återuppbyggdes och återöppnade 7 maj 2016.

## Utformning
Ferhadija-moskén bestod av själva moskén, gården, en kyrkogård, fontänen, 3 mausoleer och den omgivande väggen och porten. Den ursprungliga kapellmuren revs efter 1884, och en mer massiv vägg, delvis av murverk och smidesjärn, byggdes med en ny grind och en dricksfontän. På innergården fanns en fontän med en stenbassäng och tolv rör. Vattnet till fontänen togs från en källa som fortfarande är känd som Šadrvan. Ovanför stenbassängen fanns en dekorativ smidesjärnspaljé, och på 1800-talet tillkom en träbaldakin och kupol och målad attika i så kallad turkisk barockstil som revs 1955. Ett av tre små intilliggande mausoleer – Ferhad Paša Turbe – innehöll gravarna till Ferhat-paša Sokolović, de andra var för hans barnbarn Safi-kaduna samt hans insignier. Ett klocktorn ("Sahat kula") tillkom senare.
Liksom de flesta byggnader av denna typ i Bosnien och Hercegovina var moskén i blygsam skala: 18 meter bred, 14 meter lång och 18 meter hög på toppen av huvudkupolen. Minareten var 43 meter hög. Enligt legenden, när moskén stod färdig 1579, lät Ferhat-Paša låsa in murarna i minareten och dömde dem till att dö, så att de aldrig skulle kunna göra något så vackert. Men en natt gjorde de sig vingar och flög iväg.
Ferhadija listades som ett kulturarv i Bosnien och Hercegovina 1950. Det skyddades därefter av Unesco fram till dess förstörelse 1993. Idag är platsen, med resterna av moskén, listad som ett nationellt monument över Bosnien och Hercegovina.

## Historia

### Byggandet

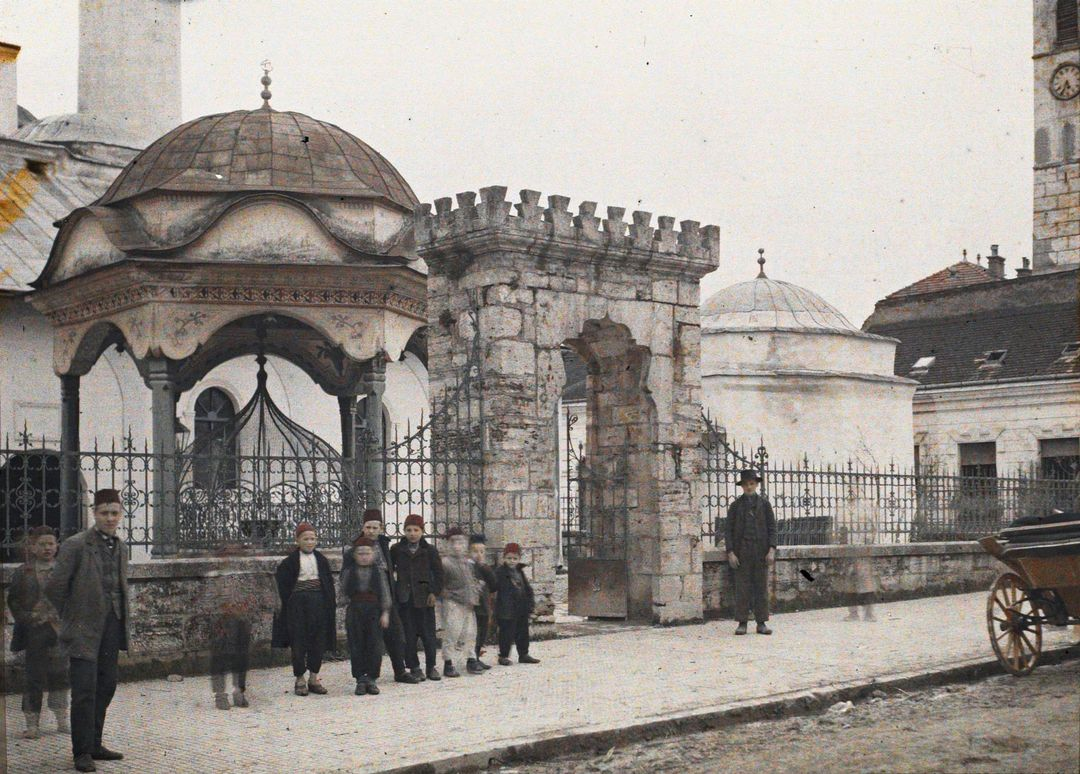
Moskén i Banja Luka 1912.

Moskén med sin klassiska ottomanska arkitektur utformades troligen av en elev från Mimar Sinan. Det finns inga skriftliga uppgifter om de byggare som uppförde moskén, men om man analyserar dess arkitektur verkar det som om byggnadsverket var från Sinans skola. Detta eftersom moskén visar uppenbara likheter med Sinans Muradiye-moské i Manisa, som dateras till 1585. Ferhat Paša-moskén (bosniska: Ferhat-pašina džamija, turkiska: Ferhad Paşa Camii), även känd som Ferhadija-moskén, är en central byggnad i staden Banja Luka och en av de största bedrifterna i Bosnien och Hercegovinas ottomanska islamiska arkitektur från 1500-talet i Europa. Moskén revs 1993 på order av myndigheterna i Republika Srpska. Den återuppbyggdes senare  och öppnades den 7 maj 2016.
På uppdrag av den bosniska Sanjak-bey Ferhat-paša Sokolović byggdes moskén 1579 med pengar som, enligt traditionen, betalades av familjen Auersperg för den avskedade chefen för Habsburgs general Herbard VIII von Auersperg och lösen för generalens son efter en strid vid den kroatiska gränsen 1575, där Ferhat-paša triumferade.

### Förstörelsen

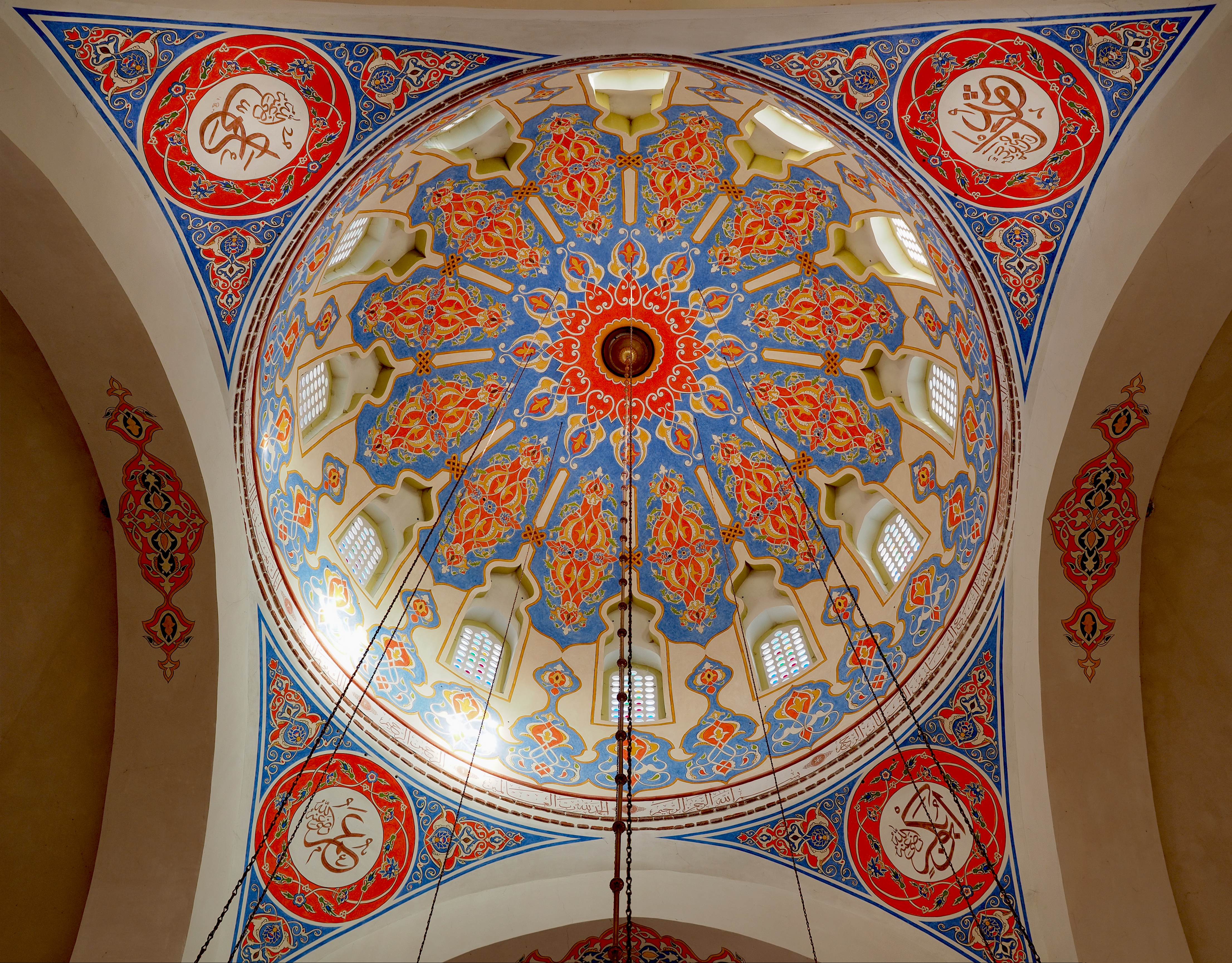
Kupolen på den återuppbyggda Ferhadija Mosque.

Moskén var en av 16 som förstördes i staden Banja Luka under Bosnienkriget mellan 1992 och 1995.
Myndigheterna i Republika Srpska beordrade rivning av hela Ferhadija- och Arnaudija-moskekomplexen, som stod ungefär 800 meter från varandra. Båda moskéerna förstördes på samma natt inom 15 minuter från varandra. (Det har noterats att den nästan samtidiga förstörelsen av Ferhadija och Arnaudija-moskéerna krävde stora mängder sprängämnen och omfattande samordning. Många anser att detta inte skulle ha varit möjligt om inte myndigheterna i Banja Luka och Republika Srpska hade varit inblandade. Den serbiska milisen sprängde Ferhadija-moskén på natten den 6–7 maj 1993. Den 6 maj är dagen för den serbisk-ortodoxa helgdagen ofurđevdan, Đurđevdans dag (Sankt Georgsdagen). Minareten klarade den första explosionen, men jämnades sedan med marken. Det mesta av resterna av moskén fördes till stadens soptipp; några stenar och prydnadsdetaljer krossades av serberna för att användas som deponi. Området förvandlades sedan till parkeringsplats. Flera veckor efter förstörelsen av Ferhadija förstördes också den närliggande Sahat Kula, ett av de äldsta ottomanska klocktornen i Europa.
Vid Internationella krigsförbrytartribunalen för det forna Jugoslavien dömdes en serbisk ledare från Banja Luka, Radoslav Brđanin, för sin del i att organisera förstörelsen av muslimsk egendom inklusive moskéer, och även i etnisk rensning av icke-serber. Han dömdes till fängelse i 32 år.
Brđanin-fallet visade att förstörelsen av moskéerna organiserades som en del av den etniska rensningskampanjen. Dessutom har den bosniska sidan i det bosniska folkmordsfallet vid Internationella domstolen anfört förstörelsen av Ferhadija-moskén som en av de delar av etnisk rening och folkmord som användes av RS-myndigheterna under Bosnienkriget.

### Återuppbyggandet

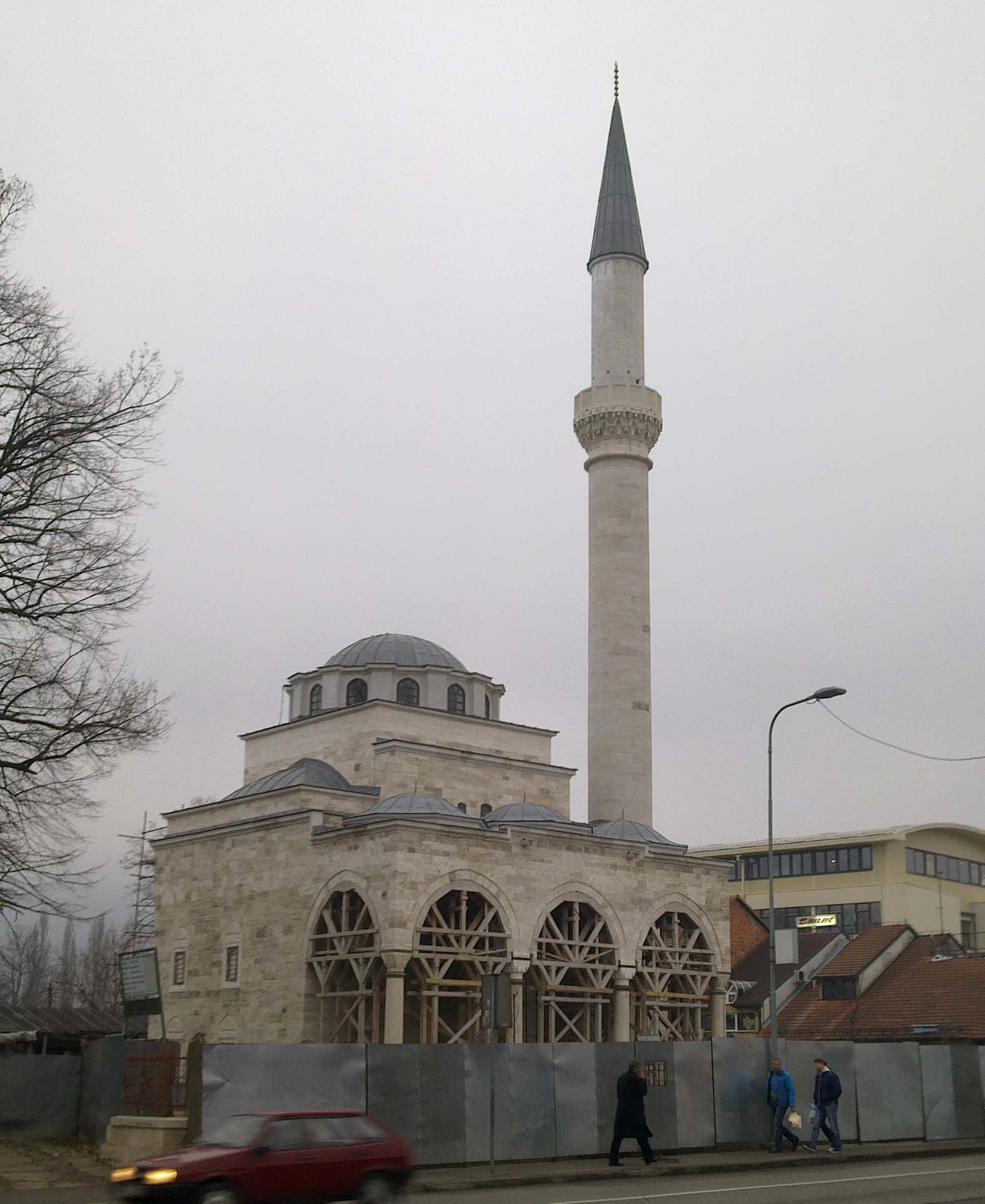
Ferhadija under rekonstruktionen 2014.

År 2001 beviljades ett bygglov till Islamska Zajednica Banjaluke (Islamiska gemenskapen i Banja Luka) för att låta återuppbygga moskén. Den 7 maj attackerade serbiska nationalister cirka 300 bosniaker som deltog i ceremonin för att markera hörnstenen. New York Times rapporterade att cirka 1 000 ortodoxa kristna serber deltog i attacken och att de kastade sten och brände fordon, ett bageri, muslimska bönemattor och flaggan på det islamiska centrumet, där de hissade den bosnienserbiska flaggan, körde en gris till platsen för moskén som en förolämpning mot muslimer, och tillfångatog 250 personer i det islamiska centrumet inklusive FN:s chef i Bosnien, ambassadörerna från Storbritannien, Sverige och Pakistan och andra internationella och lokala tjänstemän. Bosnisk-serbisk polis släppte dem så småningom. Mer än 30 bosnier skadades och minst åtta fördes till Banja Luka-sjukhuset. En person dog senare av huvudskador. Den avbrutna ceremonin ägde rum på åttonde årsdagen av moskéns förstörelse, ett datum som därefter valdes till Bosnien och Hercegovinas officiella moskédag. Några dagar senare, i hemlighet och under hög säkerhet, utfördes ceremonin framgångsrikt. Men på grund av den tidigare attacken genomfördes inte återuppbyggnaden.
Även om de flesta moskéerna som förstördes i Banja Luka i Bosnienkriget har rekonstruerats sedan 2001, är Ferhadija fortfarande en omtvistad fråga. Arbetet försenades av komplexiteten i att bygga om den autentiskt. Sarajevo School of Architecture's Design and Research Center hade förberett förstudier, och kostnaden för återuppbyggnad uppskattades till cirka 12 miljoner KM (cirka 8 miljoner USD). En lokal domare bestämde att myndigheterna i Banja Luka, som är bosnisk-serbiskkontrollerade, måste betala 42 miljoner dollar till det islamiska samfundet för de 16 lokala moskéerna (inklusive Ferhadija-moskén) som förstördes under Bosnienkriget 1992-1995. Detta beslut upphävdes emellertid av den högsta domstolen i Sarajevo, när den serbiska republiken motsatte sig att betala för skador som orsakats av enskilda människor.
Platsen, med sina ursprungliga arkitektoniska lämningar, är listad som ett nationellt monument i Bosnien och Hercegovina. Genom beslut av Institutet för skydd av det kulturella och historiska arvet, samt naturarvet i Bosnien och Hercegovina, fick byggnaden statligt skydd och fördes in i registret över kulturminnen. Den regionala planen för Bosnien och Hercegovina till 2002 listade Ferhat Paša-moskén i Banja Luka som en kategori I-byggnad under serienr. 38. I juni 2007 slutfördes reparationer på grunden som klarade förstörelsen, och återuppbyggnaden av murverket och resten av byggnaden slutfördes under de kommande nio åren, med moskén som öppnades igen den 7 maj 2016.